# منطقة تونك
تونك رمزها «TO» (بالإنجليزية: Tonk)‏ ، هو تقسيم إداري لدولة الهند تتبع ولاية راجاستان (بالإنجليزية: Rajasthan)‏ ، مركزها هو مدينة تونك (بالإنجليزية: Tonk)‏ عدد سكانها حسب تعداد سنة 2001 هو 1,211,343 ، مساحتها 7,194 كم² وكثافة السكان 168 لكل كم² .